# خورشیدگرفتگی ۳ اکتبر ۲۰۴۳
خورشیدگرفتگی ۳ اکتبر ۲۰۴۳ (به انگلیسی: Solar eclipse of October 3, 2043) یک خورشیدگرفتگی از نوع خورشیدگرفتگی حلقه‌ای (غیرمرکزی) است. این خورشیدگرفتگی در تاریخ ۳ اکتبر ۲۰۴۳ میلادی (‎۱۱ مهر ۱۴۲۲ خورشیدی) روی خواهد داد که زمان اوج آن، ساعت ۳:۰۱:۴۹ به‌وقت ساعت هماهنگ جهانی است.